# Campionati norvegesi di sci alpino 2007
I Campionati norvegesi di sci alpino 2007 si sono svolti a Bjorli dal 22 al 27 marzo. Il programma ha incluso gare di discesa libera, supergigante, slalom gigante, slalom speciale e combinata, tutte sia maschili sia femminili.
Trattandosi di competizioni valide anche ai fini del punteggio FIS, hanno potuto partecipare anche sciatori di altre federazioni, senza che questo consentisse loro di concorrere al titolo nazionale norvegese.

## Risultati

### Uomini

#### Discesa libera
| Pos. | Atleta              | Nazione   | Tempo   |
| ---- | ------------------- | --------- | ------- |
| 1    | Patrik Järbyn       | Svezia    | 1:52,08 |
| 2    | Lars Elton Myhre    | Norvegia  | 1:54,08 |
| 3    | Eian Sandvik        | Norvegia  | 1:54,21 |
| 4    | Bjarne Solbakken    | Norvegia  | 1:54,30 |
| 5    | Andreas Romar       | Finlandia | 1:54,54 |
| 6    | Ole Magnus Kulbeck  | Norvegia  | 1:54,84 |
| 7    | Jonathan Nordbotten | Norvegia  | 1:55,02 |
| 8    | Espen Lysdahl       | Norvegia  | 1:55,24 |
| 9    | Espen Theodorsen    | Norvegia  | 1:55,48 |
| 10   | Einar Vegsundvåg    | Norvegia  | 1:55,51 |

Data: 22 marzo

#### Supergigante
| Pos. | Atleta                  | Nazione  | Tempo   |
| ---- | ----------------------- | -------- | ------- |
| 1    | Patrik Järbyn           | Svezia   | 1:21,16 |
| 2    | Lars Elton Myhre        | Norvegia | 1:21,27 |
| 3    | Kristian Haug           | Norvegia | 1:21,68 |
| 4    | Aksel Lund Svindal      | Norvegia | 1:21.77 |
| 5    | Ole Magnus Kulbeck      | Norvegia | 1:21,90 |
| 5    | Eian Sandvik            | Norvegia | 1:21,90 |
| 7    | Andreas Kilde           | Norvegia | 1:22,21 |
| 8    | Bjarne Solbakken        | Norvegia | 1:22,23 |
| 9    | Hermann Haver-Mathiesen | Norvegia | 1:22,38 |
| 10   | Christian Mithassel     | Norvegia | 1:22,44 |

Data: 24 marzo

#### Slalom gigante
| Pos. | Atleta                  | Nazione  | Tempo   |
| ---- | ----------------------- | -------- | ------- |
| 1    | Aksel Lund Svindal      | Norvegia | 2:16,72 |
| 2    | Markus Nilsen           | Norvegia | 2:18,71 |
| 3    | Leif Kristian Haugen    | Norvegia | 2:18,90 |
| 4    | Lars Elton Myhre        | Norvegia | 2:19,46 |
| 5    | Truls Ove Karlsen       | Norvegia | 2:19,77 |
| 6    | Christian Mithassel     | Norvegia | 2:20,34 |
| 7    | Petter Brenna           | Norvegia | 2:20,75 |
| 8    | Hermann Haver-Mathiesen | Norvegia | 2:20,77 |
| 9    | Andreas Nilsen          | Norvegia | 2:20,77 |
| 10   | Eian Sandvik            | Norvegia | 2:21,02 |

Data: 26 marzo

#### Slalom speciale
| Pos. | Atleta               | Nazione  | Tempo   |
| ---- | -------------------- | -------- | ------- |
| 1    | Truls Ove Karlsen    | Norvegia | 1:40,09 |
| 2    | Fredrik Nordh        | Svezia   | 1:40,78 |
| 3    | Jonathan Nordbotten  | Norvegia | 1:40,89 |
| 4    | Hans Petter Buraas   | Norvegia | 1:41,02 |
| 5    | Leif Kristian Haugen | Norvegia | 1:41,10 |
| 6    | Aksel Lund Svindal   | Norvegia | 1:41,59 |
| 7    | Lars Elton Myhre     | Norvegia | 1:41,85 |
| 8    | Kristian Haug        | Norvegia | 1:41,95 |
| 9    | Petter Brenna        | Norvegia | 1:42,14 |
| 10   | Magnus Andersson     | Svezia   | 1:42,62 |

Data: 27 marzo

#### Combinata
| Pos. | Atleta              | Nazione  |
| ---- | ------------------- | -------- |
| 1    | Lars Elton Myhre    | Norvegia |
| 2    | Jonathan Nordbotten | Norvegia |
| 3    | Kristian Haug       | Norvegia |

### Donne

#### Discesa libera
| Pos. | Atleta                    | Nazione     | Tempo   |
| ---- | ------------------------- | ----------- | ------- |
| 1    | Lotte Smiseth Sejersted   | Norvegia    | 1:59,28 |
| 2    | Thea Grosvold             | Norvegia    | 1:59,99 |
| 3    | Erle Marie Ringvold       | Norvegia    | 2:00,65 |
| 4    | Hedda Berntsen            | Norvegia    | 2:00,95 |
| 5    | Anne Cecilie Brusletto    | Norvegia    | 2:01,44 |
| 6    | Sirianne Remme            | Norvegia    | 2:01,98 |
| 7    | Madeleine Bjornestad      | Stati Uniti | 2:02,16 |
| 8    | Sanni Leinonen            | Finlandia   | 2:02,18 |
| 9    | Marte Høie Gjefsen        | Norvegia    | 2:02,27 |
| 10   | Kristina Riis-Johannessen | Norvegia    | 2:02,42 |

Data: 22 marzo

#### Supergigante
| Pos. | Atleta                  | Nazione   | Tempo   |
| ---- | ----------------------- | --------- | ------- |
| 1    | Thea Grosvold           | Norvegia  | 1:26,05 |
| 2    | Lotte Smiseth Sejersted | Norvegia  | 1:26,49 |
| 3    | Anne Marie Müller       | Norvegia  | 1:27,14 |
| 4    | Sanni Leinonen          | Finlandia | 1:27,40 |
| 5    | Anne Cecilie Brusletto  | Norvegia  | 1:27,98 |
| 6    | Nina Løseth             | Norvegia  | 1:28,77 |
| 7    | Marte Høie Gjefsen      | Norvegia  | 1:28,79 |
| 8    | Silje Amdahl            | Norvegia  | 1:28,81 |
| 9    | Erle Marie Ringvold     | Norvegia  | 1:28,82 |
| 10   | Lene Løseth             | Norvegia  | 1:28,84 |

Data: 24 marzo

#### Slalom gigante
| Pos. | Atleta                 | Nazione  | Tempo   |
| ---- | ---------------------- | -------- | ------- |
| 1    | Lene Løseth            | Norvegia | 2:24,61 |
| 2    | Nina Løseth            | Norvegia | 2:24,67 |
| 3    | Thea Grosvold          | Norvegia | 2:25,57 |
| 4    | Tone Jersin Ansnes     | Norvegia | 2:25,73 |
| 5    | Carolina Nordh         | Svezia   | 2:25,85 |
| 6    | Sara Hjertman          | Svezia   | 2:26,07 |
| 7    | Line Viken             | Norvegia | 2:26,46 |
| 8    | Anna Kocken            | Svezia   | 2:26,77 |
| 9    | Anne Marie Müller      | Norvegia | 2:27,23 |
| 10   | Anne Cecilie Brusletto | Norvegia | 2:27,26 |

Data: 26 marzo

#### Slalom speciale
| Pos. | Atleta             | Nazione  | Tempo   |
| ---- | ------------------ | -------- | ------- |
| 1    | Nina Løseth        | Norvegia | 1:45,93 |
| 2    | Lene Løseth        | Norvegia | 1:47,59 |
| 3    | Anne Marie Müller  | Norvegia | 1:47,73 |
| 4    | Line Viken         | Norvegia | 1:48,06 |
| 5    | Tone Jersin Ansnes | Norvegia | 1:48,33 |
| 6    | Thea Grosvold      | Norvegia | 1:48,65 |
| 7    | Carolina Nordh     | Svezia   | 1:49,15 |
| 8    | Anna Kocken        | Svezia   | 1:49,22 |
| 9    | Sara Hjertman      | Svezia   | 1:49,56 |
| 10   | Ebba Norberg       | Svezia   | 1:50,37 |

Data: 27 marzo

#### Combinata
| Pos. | Atleta         | Nazione  |
| ---- | -------------- | -------- |
| 1    | Thea Grosvold  | Norvegia |
| 2    | Hedda Berntsen | Norvegia |
| 3    | Lene Løseth    | Norvegia |